# الجفارة
الجفَّارة، هو سهل يمتد جنوب شرق تونس وشمال غرب ليبيا.
تبلغ مساحته حوالي 10000 كم². موجه على المحور الشمالي-الغربي / الجنوبي-الشرقي، يمتد بطول 400 كيلومتر تقريبًا وعرضه من 30 إلى 180 كيلومترًا على حافة البحر الأبيض المتوسط (خليج قابس)، بالقرب من الصخيرة، شمال قابس حتى طرابلس. يمكن تقسيم الجزء التونسي إلى منطقتين متوازيتين، الجفارة بقابس في الشمال والجفارة في مدنين في الجنوب.
هي أيضا منطقة انتقال بين الصحراء والسهوب الساحلية، يحدها من الغرب جبال الظاهر وكثبان العرق الشرقي الكبير ومن الجنوب الجبل الغربي وهضبة الحمادة الحمراء الصحراوية. 
تقع هذه المنطقة إلى حد كبير على أراضي الاتحاد العربي-البربري في ورغما، وكذلك تلك التي الخاصة ببني زيد في الشمال وعكارة على جانب جرجيس. 

## الجغرافيا

### الساحل

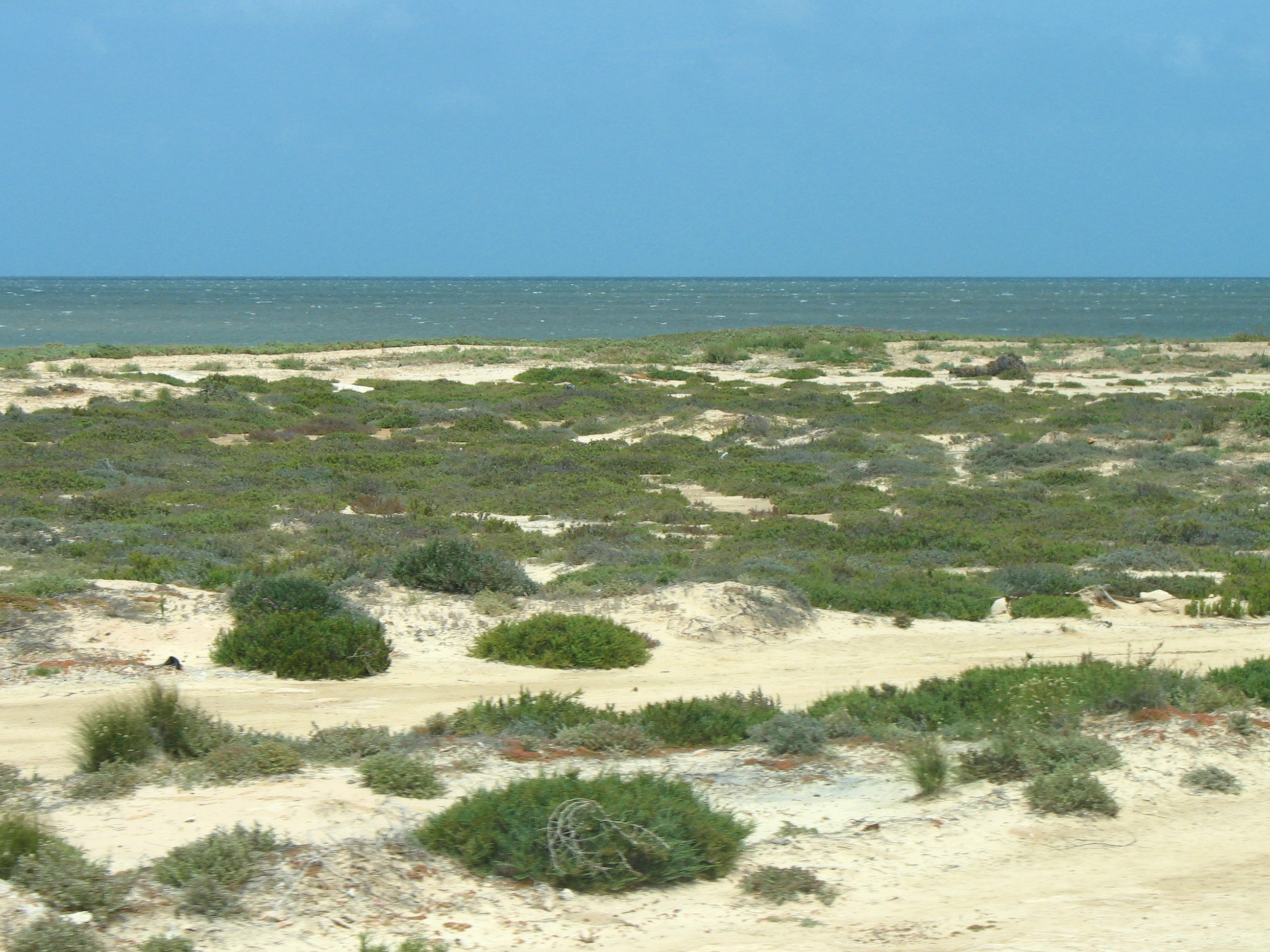
ساحل جربة الرملي

تتميز المنطقة الساحلية بوجود العديد من البحيرات الشاطئة. على عرض بحر جزيرة جربة وشواطئها الرملية العديدة. يوجد أيضا سبخات بالقرب من السواحل ومن بينها سبخة المالح، وسبخة بو جمل وسبخة العذيبات التي تمتد لبضع وخمسين كيلومترا في داخل الأرض. 
أظهرت العديد من الدراسات أن الاستغلال المكثف للمياه الجوفية الساحلية في سهل الجفارة يسبب، بالإضافة إلى استنفاد الموارد بشكل كبير، تدهورًا كبيرًا في جودة المياه بسبب زيادة الملوحة الآتية من التدخل البحري. 

### المناخ
حتى لو لم يكن بها أنهار دائمة، فإن الجفارة خصبة نسبيًا. 
الشتاء معتدل إلى حد ما، مع درجات حرارة تصل من 8 إلى 12 درجة مئوية خلال الليل وحوالي من 16 إلى 20 درجة مئوية خلال النهار. في المتوسط، يسجَّل تساقط حوالي 250 إلى 400 ملم من الأمطار كل عام، وهو ما يعادل 30 إلى 50 يومًا من الأمطار بين نوفمبر ومارس. تزداد كمية الأمطار على طول المسافة من الساحل، ومعها خصوبة التربة. 
الصيف حار وجاف للغاية، مع درجات حرارة في النهار تتراوح من 30 إلى 35 درجة مئوية وتبلغ أحيانا مستويات عالية تصل إلى 46 درجة مئوية، عندما تصل الرياح الصحراوية (الشهيلي) إلى الساحل. 

## الاقتصاد

### الزراعة

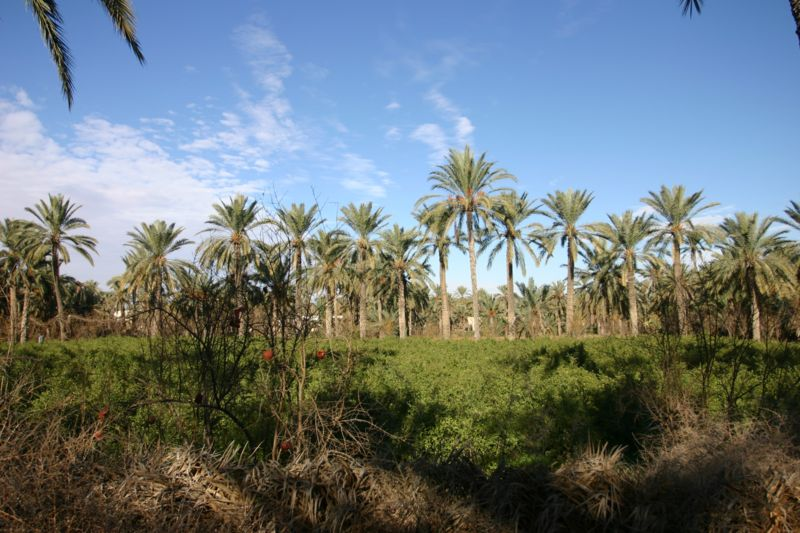
واحة نخيل بقابس

تلعب الزراعة دورًا مهمًا في اقتصاد المنطقة. في الجزء التونسي، محاصيل الزيتون والخضروات هي التي تهيمن بشكل رئيسي. المنتجات الزراعية مخصصة بشكل أساسي للاستهلاك الشخصي والتصدير. يوجد في الجزء الليبي مزارع للحمضيات وكذلك بساتين الزيتون. 
يتم زراعة التمور أيضًا في مناطق معينة مثل قابس أو في أماكن معينة على حافة جبل نفوسة. نظرًا لأن المناطق المحيطة شديدة القحولة وفقيرة، فإن الدور الزراعي لسهل الجفارة له أهمية كبيرة لسكانه. 

### السياحة

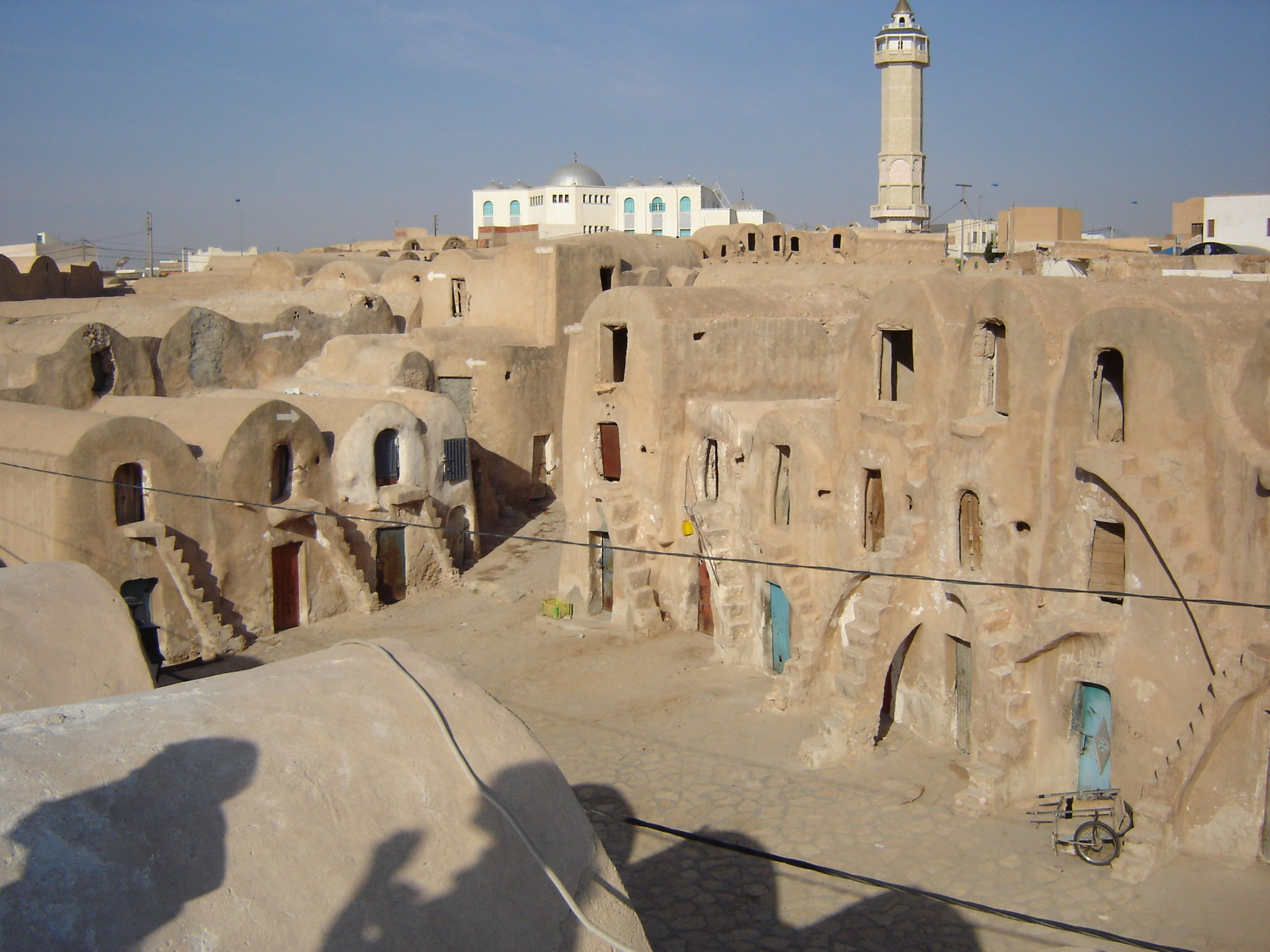
غرفة من مدنين

بصرف النظر عن هذه الأنشطة الزراعية، فإن الجفارة لديها أيضًا بعض المناطق الجاذبة للسياح. من بينها العديد من الحصون والأنقاض، المحفوظة جيدًا جزئيًا، كما هو الحال في الناعورة وسيدي أحمد الشاوش ورأس جدير وهنشير الدياب وهنشير المنافة. 
في جنوب الجزء التونسي، هناك العديد من القصور بما في ذلك قصر أولاد عون وقصر المُرَّة. يمكن أيضًا رؤية الآثار الرومانية في موقع جكتيس. 
في ليبيا يوجد أطلال مدينة صبراتة المصنفة ضمن التراث العالمي من قبل اليونسكو. 

## روابط خارجية
- بي دي إف  تقديم سهل الجفارة (Nostrum-DSS)[وصلة مكسورة]
- Mélanie Requier-Desjardins، ورقة قراءة من الافتتاحية بين التصحر والتنمية. سهل الجفارة التونسي، 20 فبراير 2009